# Sabine Krug (Schauspielerin, 1926)

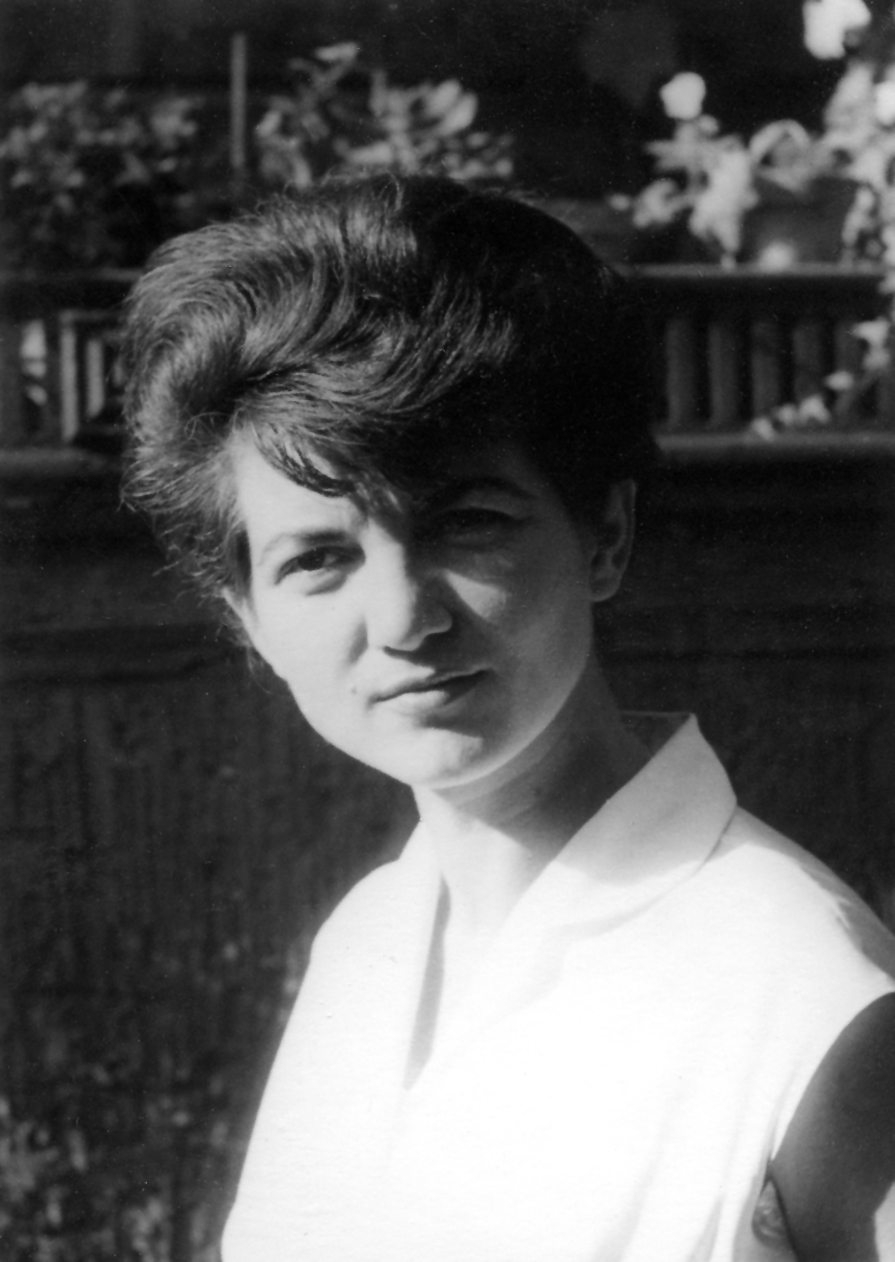
Sabine Krug (1961)

Sabine Krug-Wolfram (* 19. Februar 1926 in Berlin; † 31. Mai 1969) war eine deutsche Schauspielerin.

## Leben
Ihre Ausbildung erhielt Sabine Krug an der  Schauspielschule des Deutschen Theaters Berlin.  Nach Engagements am Deutschen Theater Berlin, am Theater Görlitz und  am Deutschen Nationaltheater in Weimar erhielt sie 1953 eine Festanstellung am Berliner Maxim-Gorki-Theater, dem sie bis zu ihrem frühen Tod im Alter von 43 Jahren angehörte. Sie kam bei einem Autounfall auf dem Weg nach Halle (Saale) (auf dem Autobahnabschnitt durch Ludwigsfelde) ums Leben. 1992 wurden Teile ihres Tagebuchs vom April und Mai 1945 veröffentlicht (S. 379ff.).
Sabine Krug war mit dem Dramaturgen, Theaterregisseur und Theaterintendanten Gerhard Wolfram verheiratet.

## Filmografie
- 1967: Der Staatsanwalt hat das Wort: Busliesel (Fernsehreihe)
- 1968: Ich – Axel Cäsar Springer (Fernsehfilm Teil 1 von 5)
- 1968: Frauen in Ravensbrück (Dokumentarfilm, Sprecherin)
- 1969: Nebelnacht

## Theater
- 1949: Friedrich Wolf: Tai Yang erwacht (Tai Yang) – Regie: Wolfgang Langhoff (Deutsches Theater Berlin)
- 1952: Friedrich Wolf: Der arme Konrad (Judica) – Regie: Karl Kayser (Deutsches Nationaltheater Weimar)
- 1953: Ion Luca Caragiale: Der verlorene Liebesbrief (Zoe) – Regie: Hans-Robert Bortfeldt (Maxim-Gorki-Theater Berlin)
- 1954: Maxim Gorki: Dostigajew und andere (Dostigajews Tochter) – Regie: Maxim Vallentin (Maxim-Gorki-Theater Berlin)
- 1954: Johann Wolfgang von Goethe: Die Mitschuldigen (Sophie) – Regie: Hans-Robert Bortfeldt (Maxim-Gorki-Theater Berlin)
- 1954: William Shakespeare: Die Komödie der Irrungen (Kurtisane) – Regie: Hans-Robert Bortfeldt (Maxim-Gorki-Theater Berlin)
- 1955: Alexander Ostrowski: Der schöne Mann (Soja) – Regie: Hans-Robert Bortfeldt (Maxim-Gorki-Theater Berlin)
- 1956: Johannes R. Becher: Der Weg nach Füssen (Eva) – Regie: Maxim Vallentin (Maxim-Gorki-Theater Berlin)
- 1956: George Bernard Shaw: Die Häuser des Herrn Sartorius (Blanche) – Regie: Erich-Alexander Winds (Maxim-Gorki-Theater Berlin)
- 1956: Josef Kajetán Tyl: Das starrsinnige Weib (Magd Lena) – Regie: Karel Palous (Maxim-Gorki-Theater Berlin)
- 1956: Alexander Kornejtschuk: Vertrauen – Regie: Maxim Vallentin (Maxim-Gorki-Theater Berlin)
- 1957: Maxim Gorki: Nachtasyl (Dirne Nastja) – Regie: Maxim Vallentin (Maxim-Gorki-Theater Berlin)
- 1957: Otto Leck Fischer: Ein Tag für mich (Vera) – Regie: Hans Dieter Mäde (Maxim-Gorki-Theater Berlin)
- 1958: Hans Lucke: Kaution (Vivian Deshields) – Regie: Erich-Alexander Winds (Maxim-Gorki-Theater Berlin)
- 1959: Maxim Gorki: Feinde (Tatjana) – Regie: Hans Dieter Mäde (Maxim-Gorki-Theater Berlin)
- 1959: Walentin Katajew: Zeit voraus – Regie: Horst Schönemann (Maxim-Gorki-Theater Berlin)
- 1960: Friedrich Schiller: Die Räuber (Amalia) – Regie: Maxim Vallentin/Hans Dieter Mäde (Maxim-Gorki-Theater Berlin)
- 1961: Ewan MacColl: Unternehmen Ölzweig (Lysistrata) – Regie: Horst Schönemann (Maxim-Gorki-Theater Berlin)
- 1961: Ewan MacColl: Rummelplatz (Moll) – Regie: Hans Dieter Mäde (Maxim-Gorki-Theater Berlin)
- 1961: Maxim Gorki: Nachtasyl (Wassilissa) – Regie: Maxim Vallentin (Maxim-Gorki-Theater Berlin)
- 1962: Lajos Mesterházi: Das elfte Gebot (Schriftstellersgattin) – Regie: Horst Schönemann/Helfried Schöbel (Maxim-Gorki-Theater Berlin)
- 1962: Maxim Gorki: Jegor Bulytschow und andere (Kurpfuscherin) – Regie: Maxim Vallentin (Maxim-Gorki-Theater Berlin)
- 1963: Lorraine Hansberry: Eine Rosine in der Sonne (Ruth Younger) – Regie: Hans Dieter Mäde (Maxim-Gorki-Theater Berlin)
- 1963: Rainer Kerndl: Seine Kinder (Judith) – Regie: Horst Schönemann (Maxim-Gorki-Theater Berlin)
- 1964: Claus Hammel: Frau Jenny Treibel (Helene) – Regie: Horst Schönemann (Maxim-Gorki-Theater Berlin)
- 1965: Brendan Behan: Die Geisel (Meg Dillon) – Regie: Horst Schönemann (Maxim-Gorki-Theater Berlin)
- 1966: Max Frisch: Don Juan oder Die Liebe zur Geometrie (Dona Elvira) – Regie: Wolfram Krempel (Maxim-Gorki-Theater Berlin)
- 1968: Luigi Pirandello: Liolà (Moscardina) – Regie: Hans-Georg Simmgen (Maxim-Gorki-Theater Berlin)
- 1968: Seán O’Casey: Der Stern wird rot (Bürgermeisterin) – Regie: Kurt Veth (Maxim-Gorki-Theater Berlin)
- 1969: Nikolai Gogol: Der Revisor (Anna Andrejewna) – Regie: Hans Georg Simmgen (Maxim-Gorki-Theater Berlin)

## Hörspiele
- 1960: Richard Groß: Bankrott (Irene Westermann) – Regie: Edgar Kaufmann (Hörspiel – Rundfunk der DDR)
- 1960: Axel Kielland: Einer sagt nein (Margaret Haynes) – Regie: Wolfgang Brunecker (Hörspiel – Rundfunk der DDR)
- 1961: Klaus Glowalla: Mordprozeß Consolini – Regie: Fritz-Ernst Fechner (Hörspiel – Rundfunk der DDR)
- 1961: Jane Kavcic: Zug Nr. 612 (Breda) – Regie: Wolfgang Brunecker (Hörspiel – Rundfunk der DDR)
- 1962: Anton Tschechow: Perpetuum Mobile (Nadjeshda) – Regie: Beter Brang (Hörspiel – Rundfunk der DDR)
- 1963: Klaus Beuchler: Sprung über den Schatten – Regie: Fritz-Ernst Fechner (Rundfunk der DDR)
- 1966: Manfred Streubel: Nico im Eis – Regie: Joachim Staritz (Kinderhörspiel – Rundfunk der DDR)
- 1966: Lothar Kleine: Gott auf Hiwa Oa (Blanche) – Regie: Wolfgang Brunecker (Biographie – Rundfunk der DDR)
- 1967: Maxim Gorki: Wassa Schelesnowa – Regie: Fritz-Ernst Fechner (Hörspiel – Rundfunk der DDR)
- 1967: Gerhard Stübe: John Reed. Dramatische Chronik in drei Teilen (Erzählerin) – Regie: Fritz Göhler (Hörspiel – Rundfunk der DDR)
- 1968: Erasmus Schöfer: Denkmal Pfeiffer (Renate Pfeiffer) – Regie: Fritz-Ernst Fechner (Hörspiel – Rundfunk der DDR)
- 1969: Peter Albrechtsen: Extrastunde (Greta) – Regie: Fritz-Ernst Fechner (Hörspiel – Rundfunk der DDR)
- 1969: Emil Koraloff: Perunika – Regie: Helmut Molegg (Hörspiel – Rundfunk der DDR)

## Synchronisation
| Film                              | Jahr      | Rolle          | Darsteller      |
| --------------------------------- | --------- | -------------- | --------------- |
| Das bittere Leben                 | 1961      | Carla          | Sylva Koscina   |
| Neun Tage eines Jahres            | 1962      | Ljolja         | Tatjana Lawrowa |
| Die Festung fällt, die Liebe lebt | 1965      | Divine         | Marie Dubois    |
| Krieg und Frieden                 | 1966–1967 | Gräfin Rostowa | Kira Golowko    |

## Auszeichnungen

Familiengrab auf dem Französischen Friedhof in Berlin

- 1962: Goldene Ehrennadel der Gesellschaft für Deutsch-Sowjetische Freundschaft[5]
- 1969: Ehrenmitglied des Maxim-Gorki-Theaters Berlin (Postum)[6]